# Ентерококе
Ентерококе (лат. Enterococcus) су грам позитивне бактерије, распоређене у виду парова (диплококе) или кратких ланаца, које настањују претежно црева човека и животиња. Сличне су стрептококама и раније су дефинисане као стрептококе Д групе (класификација по Ленсфилду), али се данас сматрају посебном фамилијом.

## Особине
Ентерококе су факултативно анаеробне бактерије, што значи да им је кисеоник потребан, али могу опстати и у средини без присуства кисеоника. Непокретне су и каталаза негативне. За разлику од стрептокока могу да расту у јако базној средини од ( вредности 9), при температури од 45°C. Спадају у нормалну бактеријску цревну флору.

## Патогеност
Ентерококе припадају нормалној цревној флори и њихов патогени потенцијал је мали. Међутим у одређеним условима као нпр. особе са ослабљеним имунитетом могу изазвати инфекције. Ентерококе често изазивају болничке инфекције. Најпознатији представници ентерокока су ентерококус фекалис (лат. Enterococcus faecalis) и ентерококус фецијум (лат. Enterococcus faecium). Ове бактерије могу изазвати ендокардитис, уретритис, сепсу итд.
Ентерококе су често резистентне на антибиотике, па се често они морају комбиновати у третману.